# Elias Salupeto Pena
Elias Salupeto Pena (Karikoke, 9 d'abril de 1952 - Luanda, 1 de novembre de 1992) va ser un polític d'Angola, un dels líders del moviment rebel UNITA. Participà activament en la Guerra Civil angolesa i en el procés de negociació entre el MPLA i UNITA. Era nebot i estret col·laborador de Jonas Savimbi, i germà gran d'Arlindo Pena Ben-Ben. Fou assassinat a la massacre de Halloween.
Nascut en una família d'activistes tribals ovimbundu. La seva mare Judith Pena, era germana de Jonas Savimbi, fundador i líder d'UNITA. El seu pare, Isaac Pena Pires, era mestre d'escola i administrador de la missió evangèlica al poble de Shilesso (província de Bié). va estudiar primària a la missió de Shilesso i secundària a Lubango. El 1974 es va unir a UNITA, i ocupà càrrecs importants en la seva organització juvenil. Quan va esclatar la Guerra Civil angolesa es va unir a les Forces Armades d'Alliberament d'Angola (FALA), braç armat d'UNITA i participà en els principals combats, caracteritzant-se per ser un assessor de gran confiança de Savimbi i per la seva "bel·ligerància constant".
El 1976 va ser ferit en la batalla per Huambo i va ser evacuat a Zàmbia. Després es va llicenciar en agronomia a Costa d'Ivori. El 1987 va tornar a Angola, on va ser nomenat ministre d'Agricultura i supervisor de la política agrícola a les zones controlades per UNITA. Simultàniament va participar en les converses entre el MPLA i UNITA per posar fi a la guerra civil, encapçalant la delegació d'UNITA en les negociacions de 1989 i a la comissió conjunta dels acords de Bicesse.
De conformitat amb els acords de Bicesse, el setembre de 1992 es van convocar les primeres eleccions parlamentàries i presidencials multipartidistes. A les eleccions parlamentàries el MPLA va aconseguir una gran victòria, però a les eleccions presidencials calia fer una segona volta. L'oposició no va reconèixer els resultats anunciats i va exigir un recompte. Elias Pena era a Luanda i negociava amb el govern en nom de Savimbi.
El 30 de d'octubre de 1992 militants del MPLA i la policia va començar la massacre de Halloween, assassinats en massa de partidaris de l'oposició, especialment d'UNITA. Elias Pena va ser ferit i capturat per les forces de seguretat del govern i va morir torturat per la policia juntament amb el vicepresident d'UNITA Jeremias Chitunda. El seu cos va ser portat en cotxe per ser mostrat a la televisió estatal.